# Stanisław Supruniuk
Stanisław Supruniuk (ur. 11 października 1921 w Zagłuszu na Polesiu, zm. 9 lutego 2011 w Warszawie) – partyzant radziecki i członek Armii Ludowej w czasie II wojny światowej, były szef Powiatowych Urzędów Bezpieczeństwa Publicznego w Nisku, Krośnie i Gdyni, agent Ludowego Komisariatu Spraw Wewnętrznych Związku Radzieckiego (NKWD), były wieloletni pracownik służby konsularnej Ministerstwa Spraw Zagranicznych (Berlin, Praga, Sztokholm).

## Życiorys
Syn Adama i Marii. Do 1939 roku ukończył 7 klas szkoły powszechnej, a do 1940 roku pracował w gospodarstwie. W czasie wojny, w czasie okupacji sowieckiej, ukończył 8 klasę szkoły podstawowej, chociaż sam w swoim życiorysie pisał, że ukończył też pierwszy rok szkoły pedagogicznej. Po wkroczeniu Niemców pracował jako nauczyciel w szkole podstawowej w Wełtach. Później wstąpił do oddziału im. Tadeusza Kościuszki wchodzącego w skład radzieckiej brygady partyzanckiej a następnie w skład 1 Brygady AL Ziemi Lubelskiej. Po wkroczeniu Armii Czerwonej na tereny gminy Nisko współorganizował Gminne Rady Narodowe, Milicję Obywatelską oraz Powiatowy Urząd Bezpieczeństwa Publicznego. Od lipca do września 1944 był zastępcą komendanta powiatowego MO w Nisku. 21 września 1944 Supruniuk objął stanowisko szefa Powiatowego Urzędu Bezpieczeństwa w Nisku. Od 30 stycznia 1946 do 6 stycznia 1947 był szefem PUBP w Krośnie. Od 15 lutego do 1 października 1947 pełnił obowiązki szefa Miejskiego Urzędu Bezpieczeństwa Publicznego w Gdyni, 1 października 1947 – 31 stycznia 1948 był szefem PUBP w Gdyni, a 1 lutego 1948 – 30 kwietnia 1949 – szefem PUBP w Elblągu. 1 maja 1949 – 15 kwietnia 1950 był naczelnikiem Wydziału V WUBP w Gdańsku, a od 22 września – także naczelnikiem Wydziału I tegoż Urzędu.
W latach 1953–1954 kształcił się w szkole dyplomacji im. J. Marchlewskiego w Warszawie, a w latach 1958-1961 studiował w Szkole Głównej Służby Zagranicznej w Warszawie gdzie zdobył tytuł magistra. Przez 32 lata pracował w służbie konsularnej MSZ jako kierownik wydziału konsularnego w ambasadzie w Berlinie (gdzie z jego inicjatywy powstał pomnik I Armii Wojska Polskiego w Sandau), a następnie Pradze oraz jako konsul w konsulacie generalnym w Sztokholmie. Po wojnie członek Rady Krajowej Żołnierzy Armii Ludowej.

## Awanse
W AL nosił stopień sierżanta, następnie awansował na stopień oficerski. Karierę zakończył w randze pułkownika SB.

## Odznaczenia
- Krzyż Komandorski Orderu Odrodzenia Polski – 1999[6]; odznaczony przez prezydenta Aleksandra Kwaśniewskiego w 55 rocznicę bitwy na Porytowym Wzgórzu. Decyzja o przyznaniu odznaczenia była oprotestowywana przez działaczy Radykalnej Akcji Antykomunistycznej (RAAK), którzy złożyli doniesienie do tarnobrzeskiej prokuratury. W 2001 roku prezydent podjął decyzję o pozbawienia Supruniuka orderu[7] na podstawie „wprowadzenia w błąd przez niepodanie istotnych okoliczności” dotyczących odznaczonego[8].
- Order Krzyża Grunwaldu III klasy (1948)[9]
- Krzyż Oficerski Orderu Odrodzenia Polski
- Krzyż Kawalerski Orderu Odrodzenia Polski
- Krzyż Walecznych
- Krzyż Partyzancki
- Medal „Za udział w walkach w obronie władzy ludowej”
- Medal 30-lecia Polski Ludowej
- Medal Zwycięstwa i Wolności 1945
- komplet Medalu „Siły Zbrojne w Służbie Ojczyzny”
- Brązowy Medal „Za zasługi dla obronności kraju”
- Honorowy Medal Pamiątkowy 65-ej rocznicy zwycięstwa nad niemieckim narodowym socjalizmem - 2010; odznaczony przez Stowarzyszenie Żydów Kombatantów i Poszkodowanych w II Wojnie Światowej[10]

i inne

## Sprawa „Żubryda”
W 1946 roku Stanisław Supruniuk „pełniąc służbę na stanowisku szefa PUBP w Krośnie przyczynił się do rozbicia oddziału Żubryda”. Według Skarbimira Sochy wyróżniał się on okrucieństwem wobec przesłuchiwanych, bijąc ich pałką i maltretując. Wydawał w ręce NKWD działaczy WiN i byłych żołnierzy AK, m.in. 29 października 1944 aresztował, a następnie skatował i wydał NKWD zamordowanego później przez Sowietów szefa Kedywu Okręgu AK Nisko-Stalowa Wola Tadeusza Sochę. Ponadto naciskał na Sąd Garnizonowy w Przemyślu, by wydawał surowsze wyroki na byłych AK-owców.
Gdy w kwietniu 1945 z jego rozkazu ubecy zamordowali Janinę Oleszkiewicz, ciężarną żonę dowódcy zgrupowania NZW Franciszka Przysiężniaka, podziemie niepodległościowe wydało na niego wyrok śmierci, który dwukrotnie bezskutecznie próbowano wykonać (podczas jednego z zamachów Supruniuk został lekko ranny w rękę). W 1946 wszczęto prokuratorskie postępowanie przeciw Supruniukowi oskarżonemu o bicie zatrzymanych w celu wymuszania zeznań, jednak w styczniu 1947 je umorzono.
W 2000 roku do prokuratury został skierowany wniosek o ściganie Supruniuka za zbrodnie na narodzie polskim, do którego obserwacji prezydent Aleksander Kwaśniewski przydzielił Ryszarda Kalisza. W odrębnych procesach wytoczonych w Krośnie i Gdyni przez osoby przez niego poszkodowane postawiono Supruniukowi łącznie 80 zarzutów. Świadkami w procesie Supruniuka byli partyzanci m.in. Skarbimir Socha (były żołnierz AK, który próbował wykonać wyrok na Supruniuku w 1945 roku, oskarżyciel posiłkowy) oraz Stefan Sęk, dawna ofiara przesłuchań Supruniuka, który z tego powodu został inwalidą. W 2002 roku Skarbimir Socha złożył do Europejskiego Trybunału Praw Człowieka skargę w sprawie „ochraniania przez państwo polskie komunistycznych zbrodniarzy” przez celowe przewlekanie procesów i utrudnianie postępowania. Z uwagi na śmierć Supruniuka proces został umorzony.
W wydanej w 2009 roku autobiografii Supruniuk opisuje okoliczności zamachu na jego życie, nie wspomina jednak nic o jego przyczynach i nie odnosi się do zarzutów Sochy, określając je jedynie jako „oszczerstwa”.